# Wanda Kay
Pour les articles homonymes, voir Kay.
 (juin 2018).
Wanda Kay, de son vrai nom Tanja Leiendecker, née le 19 février 1971 à Essen est une chanteuse allemande.

## Biographie
Tanja Leiendecker monte pour la première fois sur scène avec son père, qui chante sous le nom de scène Dirk Stauber, dans de petits concerts autour de Velbert. Pendant le lycée, elle forme un girl group, Die Popcorn Girls.
Au début des années 1990, elle fonde avec Olaf Henning et Les Montes le groupe Toll qui tourne en Allemagne. Quelques années après, elle prend le nom de Wanda Kay et, avec deux danseurs, crée la formation Three-2-Gether qui se produit à Majorque. Début 2002, elle a un nouveau projet, le groupe swing Dreimalig avec lequel elle atteint plusieurs fois la première place du classement des auditeurs de WDR 4.
Elle se fait ensuite connaître en reprenant les chansons festives des années 1980, en particulier auprès de la scène homosexuelle. Pendant cinq ans, elle joue dans les spectacles du Warner Bros. Movie World Germany et commence à travailler dans des spectacles de transformisme. En 2009, elle apparaît dans l'émission Das Supertalent.
Depuis 2010, elle produit ses chansons et écrit les textes. En 2011, elle écrit et joue un one-woman-show sur sa vie.

## Discographie

### Avec Toll
- 1993 : Eine zweite Nacht

### Avec Dreimalig
- 2002 : Dreimalig gut drauf (single)
- 2003 : Swing ist in (single)
- 2003 : Mach mir ein Lächeln zum Geschenk (single)
- 2004 : Mehr davon (album)
- 2004 : Lieber laut sein (single)
- 2005 : Kopf hoch, Schatz (single)

### Solo
- 1995 : Mach mich an
- 2010 : Das bin ich (single)
- 2011 : Bis was bessres kommt (single)
- 2012 : Stark (album)
- 2013 : Keine Marionette (maxi-CD)
- 2014 : Nix für´s Radio? (maxi-CD)
- 2015 : Tu was du willst (single)
- 2016 : Chamäleon (album)
- 2016 : Lebe Bunt (single)